# Чанов, Виктор Викторович
Ви́ктор Ви́кторович Ча́нов (укр. Віктор Вікторович Чанов; 21 июля 1959, Сталино, Украинская ССР, СССР — 8 февраля 2017, Киев, Украина) — советский и украинский футболист, вратарь. Мастер спорта СССР международного класса (1980). Заслуженный мастер спорта СССР (1986). Заслуженный работник физической культуры и спорта Украины (2004).

## Биография
Виктор Чанов родился 21 июля 1959 в Донецке в спортивной семье. Отец Виктор Чанов выступал за донецкий «Шахтер», а брат — Вячеслав Чанов — за донецкий «Шахтер» и московское «Торпедо».
Виктор начинал карьеру игрока в донецком «Шахтёре», где отыграл три года (1978—1981). Оттуда попал в юношескую сборную СССР, с которой выиграл первенство Европы. Затем перешел в киевское «Динамо», которому посвятил лучшие годы своей карьеры. В 1982—1990 годах в воротах киевского «Динамо» провел 202 матча в рамках чемпионата СССР.
Один из лучших вратарей СССР 1980-х годов.
В 1990 году Чанов сыграл свой последний сезон в киевском «Динамо» и переехал в Израиль, где выступал за местные футбольные клубы «Маккаби» (Хайфа) и «Бней Иегуда» (Тель-Авив). Во время выступлений за Маккаби Чанов установил рекорд клуба — четырьмя первыми «сухими» матчами подряд.
Являлся тренером (1995, 1996) и главным тренером (1996) клуба ЦСКА-«Борисфен» (Киев).
Участвовал в прощальном матче Рината Дасаева 23 сентября 1998 года, сменив его на 34-й минуте в составе сборной ветеранов СССР.
С декабря 2006 вернулся в футбол и работал тренером вратарей в киевском «Динамо», но быстро ушел с этой должности.

## Обстоятельства смерти
Виктор Чанов скончался 8 февраля 2017 года. Ряд украинских изданий изначально сообщали, что перед смертью Чанова якобы кто-то избил. Однако официальная причина смерти не была озвучена, а невестка Чанова опровергла сообщения СМИ о нападении на вратаря, назвав это ложью. Бывший одноклубник Чанова Олег Кузнецов также заявил, что причиной смерти стала бытовая травма, а не избиения. 9 февраля 2017 года Национальная полиция Украины сообщила о проведении судебно-медицинской экспертизы в рамках уголовного производства по статье 115 УК Украины (умышленное убийство) с целью установления причин смерти Чанова.
11 февраля 2017 года состоялось прощание с Чановым на Олимпийском стадионе в Киеве. Он был похоронен в тот же день на Байковом кладбище Киева.

## Сборная СССР
- На чемпионате мира среди молодёжных команд 1979 года в Японии в четвертьфинале против Парагвая серия пенальти дошла до 9-го удара, и 20-летний Чанов реализовал свой пенальти, который оказался победным. Сборная СССР затем в финале уступила Аргентине (1:3).
- За основную команду сыграл 21 матч, пропустил 8 мячей.
- Первый матч: 10 марта 1982 года с Грецией (2:0)
- Последний матч: 16 мая 1990 года с Израилем (2:3)
- Был в заявке сборной СССР на трёх финальных турнирах чемпионатов мира (1982, 1986, 1990), но сыграл лишь в одном матче — со сборной Канады в 1986 году. Большую часть 1980-х годов основным вратарём сборной СССР был Ринат Дасаев.

## Достижения

### Командные
«Шахтёр» (Донецк)
- Обладатель Кубка СССР: 1980

«Динамо» (Киев)
- Чемпион СССР (3): 1985, 1986, 1990
- Обладатель Кубка СССР (4): 1982, 1985, 1987, 1990
- Обладатель Суперкубка СССР (2): 1986, 1987
- Обладатель Кубка обладателей Кубков УЕФА: 1986
- Финалист Суперкубка УЕФА: 1986

«Маккаби» (Хайфа)
- Чемпион Израиля: 1991[13]
- Обладатель Кубка Израиля (2): 1991, 1993

Сборная СССР
- Чемпион Европы среди юношей: 1978
- Чемпион Европы среди молодёжных команд: 1980
- Вице-чемпион Европы: 1988

### Личные
- В списках 33 лучших футболистов сезона в СССР (6): № 2 (1986, 1988), № 3 (1980, 1981, 1982, 1989)
- В списках лучших футболистов Украинской ССР[укр.] (9): № 1 (1981, 1982, 1986, 1988, 1990), № 2 (1980, 1987, 1989), № 3 (1984)
- Обладатель приза «Вратарь года»: 1986
- Мастер спорта СССР международного класса (1980)
- Заслуженный мастер спорта СССР (1986)
- Член вратарского Клуба имени Евгения Рудакова: 192 матча без пропущенных мячей[14]
- Орден «За заслуги» II степени (Украина, 1999)[15]
- Заслуженный работник физической культуры и спорта Украины (2004)[16]
- Орден «За заслуги» II степени (Украина, 2016)[17]